# Solenopsis fugax
Solenopsis fugax Latreille, 1798 è una formica appartenente alla sottofamiglia Myrmicinae.

## Descrizione
Le operaie di Solenopsis Fugax hanno un colore che va dal giallo brillante al marrone chiaro e hanno una lunghezza corporea che va da 1,5 a 3 mm circa. Non presentano caste. La regine sono molto più grandi delle operaie, di dimensioni che vanno da 4 a 5 mm circa. Sono nere e sull'addome presentano bande di colore chiaro.

## Biologia
Il periodo di sciamatura della specie Solenopsis fugax va dalla meta di settembre fino ottobre.
Hanno un tipo di fondazione claustrale, possono essere poliginiche.

### Alimentazione
Le Solenopsis fugax parassitano diverse specie più grandi di loro (es: Formica cunicularia). Sono note per costruire piccoli tunnel paralleli a formicai della specie bersaglio, che saccheggiano nutrendosi di avanzi di cibo e larve. Nonostante le ridotte dimensioni, presentano una spiccata aggressività, attaccano quasi sempre in gruppo. 

## Distribuzione e habitat
La specie è diffusa nell'Europa Centrale e meridionale.
In Italia è presente su tutto il territorio.
Prediligono luoghi termicamente protetti e si possono trovare sotto foglie, pietre e tronchi sul suolo. Le colonie sono spesso molto popolate formate da circa 100 000 individui. Hanno bisogno di un livello di umidità che va dal 40-60% e una temperatura di circa 20-27 °C.